# 岩成達也
岩成 達也（いわなり たつや、1933年（昭和8年）4月10日 - 2022年（令和4年）12月9日）は、日本の詩人。大和銀行常務取締役・同社常任監査役を歴任。

## 略歴
京都市生まれ。東京大学理学部数学科卒業。大和銀行に入行し、後に常務取締役や常任監査役を務めた。1958年、入沢康夫らと詩誌「あもるふ」を創刊。1981年、詩集『中型製氷機についての連続するメモ』で第19回藤村記念歴程賞受賞。1990年『フレベヴリィ・ヒツポポウタムスの唄』で第20回高見順賞受賞、2003年「（ひかり）、…擦過。』で第11回萩原朔太郎賞候補、2009年『みどり、その日々を過ぎて。』で第27回現代詩花椿賞受賞。宝塚市在住。
2022年12月9日、心不全のため死去。89歳没。

## 著書
- 『レオナルドの船に関する断片補足』思潮社 1969
- 『燃焼に関する三つの断片』書肆山田 1971
- 『徐々に外へ ほか』思潮社 1972
- 『擬場とその周辺』思潮社 1973
- 『岩成達也詩集』思潮社(現代詩文庫)　1974
- 『マイクロ・コズモグラフィのための13の小実験』青土社 1977.11
- 『中型製氷器についての連続するメモ』書肆山田 1980.10
- 『〈箱船再生〉のためのノート』書肆山田 1986.3
- 『詩的関係の基礎についての覚書』書肆山田 1986.7
- 『フレベヴリイ・ヒツポポウタムスの唄』思潮社 1989.10
- 『フレベヴリイのいる街』思潮社 1993.7
- 『私の詩論大全 評論集』思潮社 1995.6
- 『「鳥・風・月・花」抄』思潮社 1998.5
- 『（ひかり）、…擦過。』書肆山田 2003.6
- 『詩の方へ』思潮社 2009.7
- 『みどり、その日々を過ぎて。』書肆山田 2009.8
- 『（いま／ここ）で』書肆山田 2010.10
- 『誤読の飛沫』書肆山田 2013.1
- 『森へ』思潮社 2016.4
- 『風の痕跡』書肆山田 2017.4

### 翻訳
- M・C・エッシャー『数学的魔術の世界』河出書房新社 1976